# Burger Deluxe
Burger Deluxe ist ein deutscher Kurzfilm aus dem Jahr 2012 von Christian Ricken. Die Hauptrolle der Filmkomödie spielt Roland Schreglmann. Seine Uraufführung hatte der Film im Rahmen des „backup_festivals“ am 11. Mai 2012.

## Handlung
Imbissbudenbesitzer Miloš plant noch in dieser Nacht in seine rumänische Heimat zurückzukehren. Eine Katastrophe für die Freunde Ben und Max, denn nur bei Miloš gibt es ihren heißgeliebten Burger Deluxe. Aus einer Diät-Klinik entflohen, machen sich die beiden in einem gestohlenen Oldtimer auf den Weg zu Miloš. Ein militanter Rentner, ein grober Fischhändler, zwei gereizte Polizisten und eine liebestolle Krankenschwester verfolgen die beiden. Nach einer Autopanne und einem heftigen Streit erreichen die Freunde Miloš eigentlich viel zu spät. Zu ihrer Überraschung haben sich ihre Verfolger aber gegenseitig ausgeschaltet und der barmherzige Miloš serviert ihnen einen letzten Burger Deluxe. 

## Festival Screenings (Auswahl)
- Budapest Short Film Festivals in Ungarn[1]
- Riga International Short Film Festival 2ANNAS in Lettland[2]
- Comedy Cluj International Film Festival in Cluj, Rumänien
- Tromadance Filmfest in New Jersey, USA[3]
- Landshuter Kurzfilmfestival[4]
- Filmfestival ContraVision in Berlin
- Shorts at Moonlight in Frankfurt
- Independent Days Filmfest in Karlsruhe[5]
- Filmkunstfest Mecklenburg-Vorpommern
- Kurzfilmtage Thalmässing[6]